# C. Johan Masreliez
Carl Johan Masreliez (Estocolmo 15 de abril de 1939), es un físico teórico, inventor y empresario. Emigró desde su Suecia natal a Seattle, Washington, Estados Unidos en 1967 para trabajar como ingeniero de investigación; donde obtuvo la ciudadanía estadounidense. En la década de los 1970 tuvo un papel destacado en el desarrollo de la Teoría de control. A partir de 1995 se centró con menos éxito en la cosmología física.

## Biografía
Masreliez nació en Estocolmo y después de terminar sus estudios en el gymnasium de «Nya Elementar», Åkeshov, en Bromma; inició estudios de Ingeniería física en 1959 en el Instituto Real de Tecnología (Kungliga Tekniska högskolan) de Estocolmo, graduándose como ingeniero en 1964. Después trabajó para varias empresas suecas, entre otras Atlas Copco. En 1967 se trasladó a los Estados Unidos de América, para desempeñar un empleo en la compañía Boeing de Seattle.

### Carrera académica
En 1972 mientras trabajaba para Boeing, estudió un doctorado de Ph.D, en el departamento de Ingeniería Eléctrica en la Universidad de Washington, que se especializaba en algoritmos estadísticos y estadística robusta para producir estimadores. Recibió un contrato como Profesor Ayudante Doctor hasta 1974. Ya como profesor  académico, aprovechando el método científico, escribió una serie de artículos, a menudo citados en diarios científicos, sobre usos en modelos científicos. Contribuyó a adelantar la tecnología del filtro de Kalman con un algoritmo (1975) luego llamado el Teorema de Masreliez.

### Ingeniero principal de desarrollo
Tras este éxito académico se cambió a Honeywell. Aún más que con Boeing, de su trabajo datan innovación y patentes, pero el carácter de las investigaciones requirió de secretismo. Después de algunos años como científico de investigación con los sistemas marinos de Honeywell, en 1978 creó su propia compañía aunque permaneció en Honeywell hasta 1980.

### Empresario
Fundó la empresa «Analytic Technology Corp» dedicada a la investigación y desarrollo e innovación, que durante 15 años produjo dispositivos electrónicos y tuvo por resultado patentes en varios campos.

### Astrofísico teórico
Desde mediados de los noventa se dedica a la cosmología en la fundación privada del EST a base de unos cursos en astrofísica teórica en la Universidad. Su modelo, Expansión cósmica en escala, es una teoría no estándar modificada del estado constante, que introduce una expansión simultánea de las cuatro dimensiones del espacio y el tiempo. Según Masreliez, el corrimiento al rojo asociado a las galaxias lejanas estaría producido por esa expansión simultánea, una idea que se denomina modelo de «luz cansada» con dilatación del tiempo. Un cosmos que se amplía en escala se enlaza con la tradición sueca de Hannes Alfvén y de Oskar Klein, usando un modelo de espacio-tiempo, donde la quinta dimensión se integrase por la escala.
La teoría de Masreliez significa todavía hoy un desafío del modelo estándar de la cosmología establecida, y sus artículos sobre SEC tienen más de una docena de referencias bibliográficas independientes. Su cosmología, sin embargo, ha tenido más éxito en Rusia, con el reconocimiento manifestado en 2015 en una monografía exhaustiva de la Academia de Ciencias de Rusia.

### Publicaciones populares
- Masreliez, C.J., The Expanding Spacetime Theory : A Coherent Worldview from Cosmology to Quantum, Nu Inc., Corvallis, OR, U.S.A. (2000). ISBN 0-9665844-1-4
- C. Johan Masreliez; Bienvenue dans le cosmos à expansion d’échelle, Nexus No 46, (set-oct 2006)
- Masreliez, C.J., Does Cosmological Scale Expansion Explain the Universe? (enlace roto disponible en Internet Archive; véase el historial, la primera versión y la última)., Physics Essays (2006)
- C. Johan Masreliez; The Progression of Time - How expanding space and time forms and powers the universe, Amazon, Createspace Impresión bajo demanda, 345 p. (nov 2012). ISBN 145674345.

### Publicaciones científicos
- Masreliez, C. J. Approximate non-Gaussian filtering with linear state and observation relations , IEEE Trans. Auto. Control (1975), 20, pág. 107--110.
- R.D. Martin and C.J. Masreliez; Robust estimation via stochastic approximation.  IEEE Trans. Inform. Theory (1975), 21(263-271).
- Informes, lista en Smithsonian/NASA Astrophysics Data System (ADS)